# Cướp
Cướp hay cướp tài sản trong luật hình sự là một tội danh chỉ người nào sử dụng vũ lực, hoặc đe dọa sử dụng ngay tức khắc vũ lực đối với người khác nhằm chiếm đoạt tài sản của người khác. Thủ phạm gây ra vụ cướp gọi là tên cướp. Bạo lực là dấu hiệu phổ biến nhất của bọn cướp, trong trường hợp xảy ra giết người thì tội danh biến thành cướp của giết người. Cướp thường xảy ra ở nơi có nhiều tài sản (dễ bị tấn công) như vùng đô thị thành phố. Nhiều nhất ở những nơi tối tăm, nhiều người ở lễ hội, công viên, siêu thị, bến xe buýt...

## Luật xử tội ở một số nước

### Việt Nam
Theo Luật Hình sự của Việt Nam (1999), Điều 133:
Tội cướp tài sản
1. Người nào dùng vũ lực, đe dọa dùng vũ lực ngay tức khắc hoặc có hành vi khác làm cho người bị tấn công lâm vào tình trạng không thể chống cự được nhằm chiếm đoạt tài sản thì bị phạt tù từ 3 năm đến 10 năm.
Ngoài ra còn có tội cưỡng đoạt tài sản (điều 135), tội cướp giật tài sản (điều 136), tội công nhiên chiếm đoạt tài sản (điều 137)...

## Đề phòng
- Khóa cửa nhà ra vào cẩn thận, các cánh cửa sổ lại hết
- Trẻ nhỏ hay người già không được ở nhà một mình
- Trẻ nhỏ không mở cửa cho người lạ vào mà không có sự giám sát của người lớn
- Bóp ví, tiền bạc, túi xách phải giữ sát bên mình
- Không nên về nhà vào buổi tối quá khuya
- Nên chọn đường đi có nhiều ánh sáng đèn vào buổi tối
- Không mang nhiều tiền trang sức bên mình
- Nên đi chung với nhiều người thân và bạn bè